# The Claws of the Hun
The Claws of the Hun er en amerikansk stumfilm fra 1918 af Victor Schertzinger.

## Medvirkende
- Charles Ray som John Stanton
- Jane Novak som Virginia Lee
- Robert McKim som Alfred Werner
- Dorcas Matthews som Muriel Charters
- Melbourne MacDowell som Godfrey Stanton